# مدل بهره مجانبی
مدل بهره مجانبی (به انگلیسی: asymptotic gain mode)(همچنین به عنوان روش روزن استارک (به انگلیسی: Rosenstark method) شناخته می‌شود) نمایشی از بهره تقویت‌کننده‌های با بازخورد منفی است که توسط رابطه بهره مجانبی ارائه می‌شود:
{\displaystyle G=G_{\infty }\left({\frac {T}{T+1}}\right)+G_{0}\left({\frac {1}{T+1}}\right)\ ,}
که در اینجا {\displaystyle T} نسبت بازگشت با منبع ورودی غیرفعال‌شده است (برابر منفی بهره حلقه در مورد سیستم تک حلقه ای متشکل از بلوک‌های یک‌طرفه)، ∞G بهره مجانبی و G0 عبارت انتقال مستقیم است. این شکل برای بهره می‌تواند بینش شهودی را در مورد مدار ارائه دهد و اغلب ساده‌تر از حمله مستقیم به بهره است.

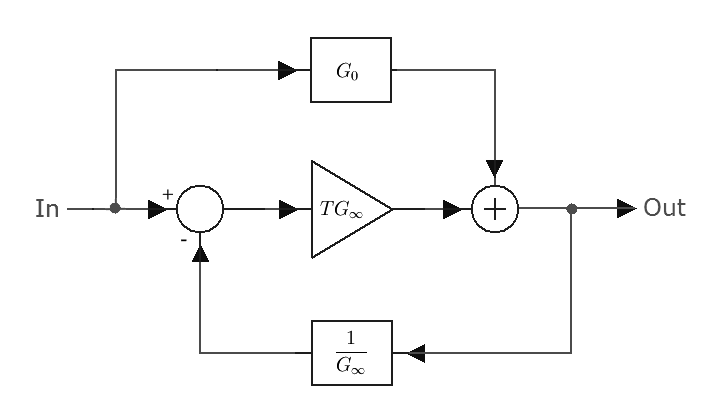
شکل ۱: نمودار بلوکی برای مدل بهره مجانبی

شکل ۱ نمودار بلوکی را نشان می‌دهد که به عبارتِ بهره مجانبی منجر می‌شود. رابطه بهره مجانبی را می‌توان به صورت نمودار گذر سیگنال نیز بیان کرد. به شکل ۲ مراجعه کنید. مدل بهره مجانبی حالت خاصی از قضیه عنصر اضافی است.

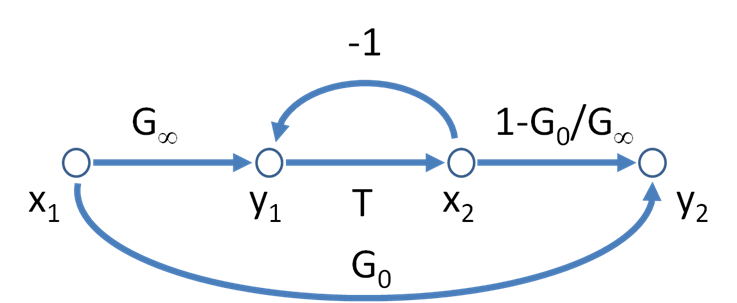
شکل ۲: نمودار گذر سیگنال معادل ممکن برای مدل بهره مجانبی

همان‌طور که مستقیماً از حالت‌های حدی عبارت بهره به‌دست می‌آید، بهره مجانبی ∞G به سادگی بهره سیستم است وقتی که نسبت بازگشت به بی‌نهایت میل می‌کند:
{\displaystyle G_{\infty }=G\ {\Big |}_{T\rightarrow \infty }\ ,}
در حالی که عبارت انتقال مستقیم G0 بهره سیستم است وقتی که نسبت بازگشت صفر است:
{\displaystyle G_{0}=G\ {\Big |}_{T\rightarrow 0}\ .}

## مزایا
- این مدل مفید است زیرا تقویت‌کننده‌های با بازخورد، از جمله اثرات بارگذاری و خواص دوطرفه تقویت‌کننده‌ها و شبکه‌های بازخورد را به‌طور کامل توصیف می‌کند.
- اغلب تقویت‌کننده‌های با بازخورد به گونه‌ای طراحی می‌شوند که نسبت بازگشت T بسیار بزرگتر از واحد باشد. در این حالت، و با فرض کوچک بودن عبارت انتقال مستقیم G0 (که اغلب همین‌طور است)، بهره G سیستم تقریباً برابر با بهره مجانبی ∞G است.
- بهره مجانبی (معمولاً) فقط تابعی از عناصر غیرفعال در یک مدار است و اغلب می‌توان آن را با بررسی پیدا کرد.
- نیازی نیست مداربندی بازخورد (سری-سری، سری-موازی و غیره) از قبل مشخص شود زیرا تحلیل در همه موارد یکسان است.

## پیاده‌سازی
کاربرد مستقیم مدل شامل این مراحل است:
1. یک منبع وابسته‌ای در مدار انتخاب کنید.
2. نسبت بازگشت را برای آن منبع پیدا کنید.
3. بهره ∞G را مستقیماً از مدار و با جایگزینی مدار با مداری متناظر با ∞ = T پیدا کنید.
4. بهره G0 را مستقیماً از مدار و با جایگزینی مدار با مداری متناظر با T = ۰ پیدا کنید.
5. مقادیر ∞T , G و G0 را در فرمول بهره مجانبی جایگزین کنید.

این مراحل را می‌توان مستقیماً در اِسپایس با استفاده از مدار سیگنال کوچک آنالیز دستی پیاده‌سازی کرد. در این رویکرد، منابع وابسته افزارهها به راحتی قابل دسترسی هستند. در مقابل، برای اندازه‌گیری‌های تجربی با استفاده از افزاره‌های واقعی یا شبیه‌سازی‌های اسپایس با استفاده از مدل‌های افزاره تولید شده به صورت عددی با منابع وابسته غیرقابل دسترس، ارزیابی نسبت بازگشت نیاز به روش‌های خاصی دارد.

## ارتباط با نظریه بازخورد کلاسیک
نظریه بازخورد کلاسیک، پیش‌خورد (G0) را نادیده می‌گیرد. اگر پیش‌خورد حذف شود، بهره حاصل از مدل بهره مجانبی به صورت زیر خواهد بود:
{\displaystyle G=G_{\infty }{\frac {T}{1+T}}={\frac {G_{\infty }T}{1+{\frac {1}{G_{\infty }}}G_{\infty }T}}\ ,}
در حالی که در نظریه بازخورد کلاسیک، در عبارت بهره حلقه باز A، بهره با بازخورد (بهره حلقه بسته) برابر است با:
{\displaystyle A_{\mathrm {FB} }={\frac {A}{1+{\beta }_{\mathrm {FB} }A}}\ .}
مقایسه دو عبارت نشان می‌دهد که ضریب بازخورد βFB برابر است با:
{\displaystyle \beta _{\mathrm {FB} }={\frac {1}{G_{\infty }}}\ ,}
در حالی که بهره حلقه باز برابر است با:
{\displaystyle A=G_{\infty }\ T\ .}
اگر دقت کافی باشد (که معمولاً هست)، این فرمول‌ها یک ارزیابی جایگزین از T را پیشنهاد می‌دهند: بهره حلقه باز و ∞G را ارزیابی کنید و از این عبارات برای یافتن T استفاده کنید. اغلب این دو ارزیابی آسان‌تر از ارزیابی مستقیم T هستند.

## مثال‌ها
مراحل استخراج بهره با استفاده از فرمول بهره مجانبی برای دو تقویت‌کننده با بازخورد منفی در زیر شرح داده شده است. مثال تک ترانزیستوری نشان می‌دهد که این روش اساساً چگونه برای یک تقویت‌کننده هدایت‌انتقالی کار می‌کند، در حالی که مثال دوم دو ترانزیستوری، رویکرد به موارد پیچیده‌تر با استفاده از یک تقویت‌کننده جریان را نشان می‌دهد.

### تقویت‌کننده ترانزیستوری تک طبقه‌ای

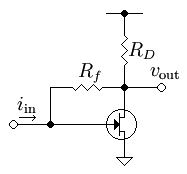
شکل ۳: تقویت‌کننده فِت با بازخورد

تقویت‌کننده فِت با بازخورد ساده در شکل ۳ را در نظر بگیرید. هدف این است که با استفاده از مدل بهره مجانبی، بهره مقاومت‌انتقالی مدار-باز و فرکانس-پایین این مدار G = vout / iin را پیدا کنیم.

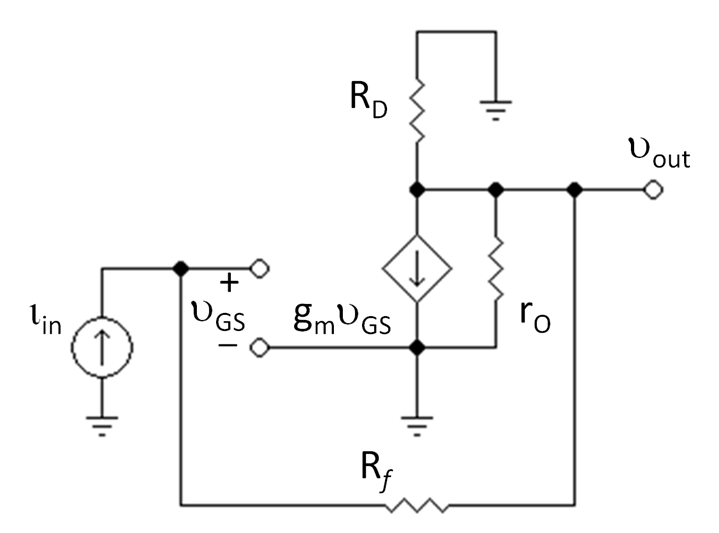
شکل ۴: مدار سیگنال کوچک برای تقویت‌کننده مقاومت‌انتقالی؛ مقاومت بازخورد R_{f} در زیر تقویت‌کننده قرار داده شده است تا شبیه مداربندی استاندارد باشد

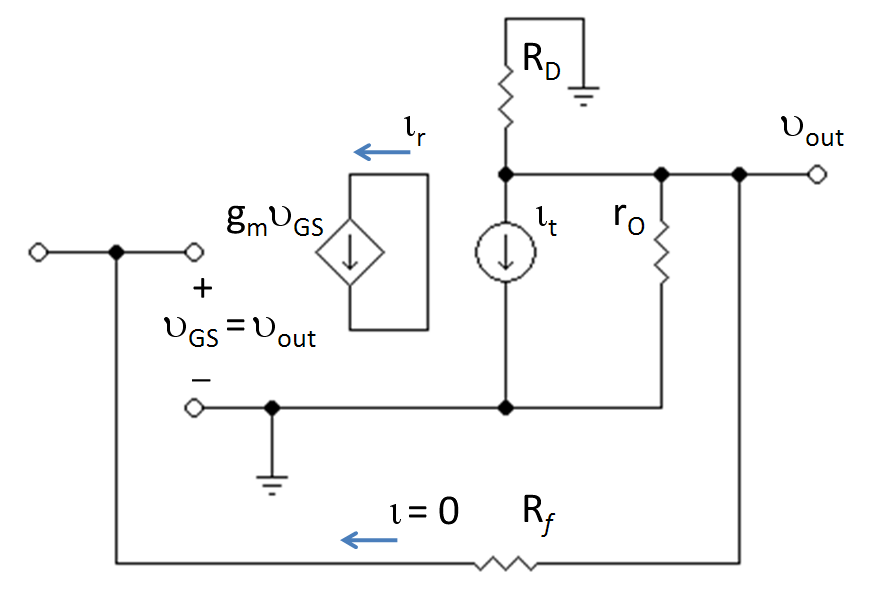
شکل ۵: مدار سیگنال کوچک با مسیر برگشتی قطع شده و ولتاژ آزمون تقویت‌کننده محرک در نقطه قطع

مدار معادل سیگنال کوچک در شکل ۴ نشان داده شده است، که در آن ترانزیستور با مدل هایبریدی-پای آن جایگزین شده است.

#### نسبت بازگشت
ساده‌ترین راه این است که با پیدا کردن نسبت بازگشت T شروع کنیم، زیرا G0 و ∞G به عنوان شکل‌های حدی بهره تعریف می‌شوند، زیرا T به سمت صفر یا بی‌نهایت میل می‌کند. برای در نظر گرفتن این حدود، لازم است بدانیم T به چه پارامترهایی بستگی دارد. در این مدار فقط یک منبع وابسته وجود دارد، بنابراین به عنوان نقطه شروع، نسبت بازگشت مربوط به این منبع همان‌طور که در مقاله مربوط به نسبت بازگشت ذکر شده است، تعیین می‌شود.
نسبت بازگشت با استفاده از شکل ۵ محاسبه می‌شود. در شکل ۵، منبع جریان ورودی روی صفر تنظیم می‌شود. با قطع منبع وابسته از سمت خروجی مدار و اتصال‌کوتاه کردن پایانه‌های آن، سمت خروجی مدار از ورودی ایزوله شده و حلقه بازخورد شکسته می‌شود. یک جریان آزمون it جایگزین منبع وابسته می‌شود. سپس جریان بازگشتی تولید شده در منبع وابسته توسط جریان آزمون محاسبه می‌شود. نسبت بازگشت برابر است با T = − ir / it. با استفاده از این روش و با توجه به اینکه RD موازی با rO است، T به صورت زیر تعیین می‌شود:
{\displaystyle T=g_{\mathrm {m} }\left(R_{\mathrm {D} }\ ||r_{\mathrm {O} }\right)\approx g_{\mathrm {m} }R_{\mathrm {D} }\ ,}
که در آن، تقریب در حالت رایج که rO >> RD است، دقیق است. با این رابطه، واضح است که حدهای T → ۰ یا ∞ در صورتی محقق می‌شوند که هدایت‌انتقالی gm → ۰ یا ∞ باشد.

#### بهره مجانبی
یافتن بهره مجانبی ∞G بینشی ارائه می‌دهد و معمولاً می‌توان آن را با بررسی انجام داد. برای یافتن، ∞G در نظر می‌گیریم ∞→gm و بهره حاصل را پیدا می‌کنیم. جریان درین، iD = gm.vGS، باید محدود باشد. از این رو، با نزدیک شدن gm به بی‌نهایت، vGS نیز باید به صفر نزدیک شود. از آنجایی که منبع زمین شده است، vGS = ۰ به معنای vG = ۰ نیز هست. با vG = ۰ و این واقعیت که تمام جریان ورودی از Rf عبور می‌کند (زیرا فِت دارای امپدانس ورودی بی‌نهایت است)، ولتاژ خروجی به سادگی برابر با iin Rf− است. از این رو
{\displaystyle G_{\infty }={\frac {v_{\mathrm {out} }}{i_{\mathrm {in} }}}=-R_{\mathrm {f} }\ .}
از طرف دیگر، ∞G بهره‌ای است که با جایگزینی ترانزیستور با یک تقویت‌کننده ایده‌آل با بهره بی‌نهایت - یک پوچ‌ساز به دست می‌آید.

#### توگذری مستقیم
برای یافتن مسیر توگذری مستقیم {\displaystyle G_{0}} ما به سادگی فرض می‌کنیم gm → ۰ باشد و بهره حاصل را محاسبه می‌کنیم؛ بنابراین جریان‌های عبوری از Rf و ترکیب موازی RD || rO باید یکسان و برابر با iin باشند؛ بنابراین ولتاژ خروجی iin (RD || rO ) است.
از این رو
{\displaystyle G_{0}={\frac {v_{out}}{i_{in}}}=R_{D}\|r_{O}\approx R_{D}\ ,}
که در آن، تقریب در حالت معمول دقیق است، جایی که rO >> RD است.

#### بهره کلی
بنابراین، بهره کلی مقاومت‌انتقالی این تقویت‌کننده برابر است با:
{\displaystyle G={\frac {v_{out}}{i_{in}}}=-R_{f}{\frac {g_{m}R_{D}}{1+g_{m}R_{D}}}+R_{D}{\frac {1}{1+g_{m}R_{D}}}={\frac {R_{D}\left(1-g_{m}R_{f}\right)}{1+g_{m}R_{D}}}\ .}
با بررسی این معادله، به نظر می‌رسد که بزرگ کردن RD برای نزدیک شدن بهره کلی به بهره مجانبی مفید باشد، که باعث می‌شود بهره نسبت به پارامترهای تقویت‌کننده (gm و RD) غیرحساس باشد. علاوه بر این، یک جمله اول بزرگ، اهمیت ضریب توگذری مستقیم را کاهش می‌دهد که باعث کاهش عملکرد تقویت‌کننده می‌شود. یک راه برای افزایش RD جایگزینی این مقاومت با یک بار فعال، به عنوان مثال، یک آینه جریان است.

شکل ۶: تقویت‌کننده دو ترانزیستوری با بازخورد؛ هر امپدانس منبع R_{S} با مقاومت بیس R_{B} فشرده‌شده است.

### تقویت‌کننده ترانزیستوری دو طبقه‌ای

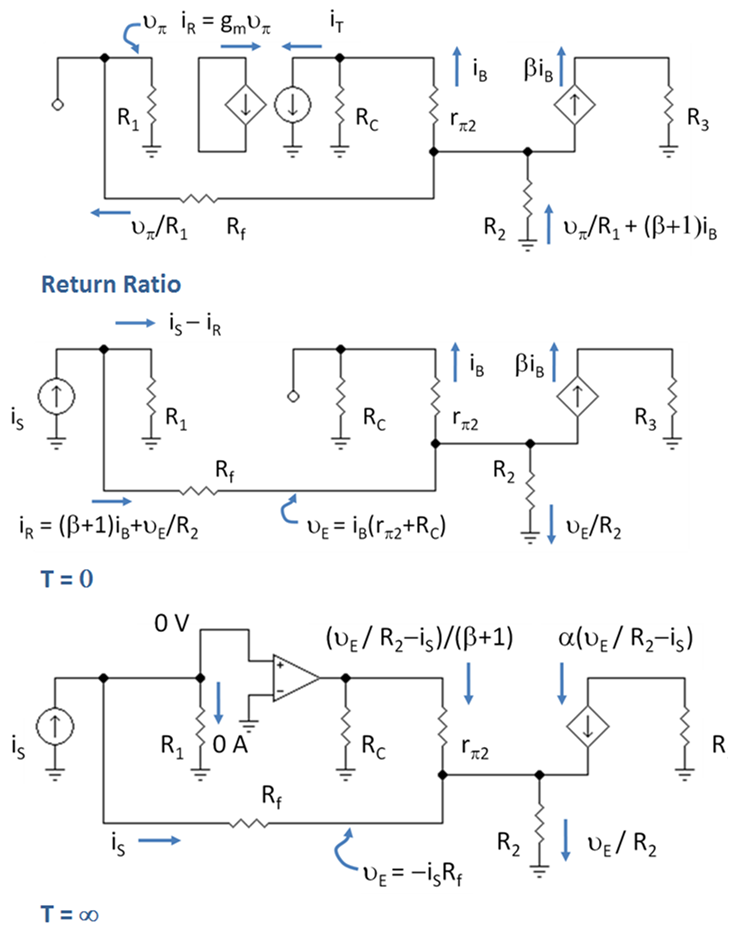
شکل ۷: طرح‌وارهٔ استفاده از مدل بهره مجانبی؛ پارامتر α = β / (β+۱)؛ مقاومت R_{C} = R_{C1}.

شکل ۶ یک تقویت‌کننده دو ترانزیستوری با مقاومت بازخورد Rf را نشان می‌دهد. این تقویت‌کننده اغلب به عنوان یک تقویت‌کننده با بازخورد سری-شنت شناخته می‌شود و بر این اساس تحلیل می‌شود که مقاومت R2 با خروجی سری است و جریان خروجی را نمونه‌برداری می‌کند، در حالی که Rf با ورودی شنت (موازی) است و از جریان ورودی کم می‌کند. به مقاله مربوط به تقویت‌کننده با بازخورد منفی و مراجع نوشته‌های مِیِر یا صدرا مراجعه کنید. یعنی، تقویت‌کننده از بازخورد جریان استفاده می‌کند. اغلب مبهم است که چه نوع بازخوردی در یک تقویت‌کننده دخیل است، و رویکرد بهره مجانبی این مزیت/عیب را دارد که چه مدار را بفهمید چه نفهمید، کار می‌کند.
شکل ۶ گره خروجی را نشان می‌دهد، اما انتخاب متغیر خروجی را نشان نمی‌دهد. در ادامه، متغیر خروجی به عنوان جریان اتصال‌کوتاه تقویت‌کننده، یعنی جریان کلکتور ترانزیستور خروجی، انتخاب می‌شود. گزینه‌های دیگر برای خروجی بعداً مورد بحث قرار می‌گیرند.
برای پیاده‌سازی مدل بهره مجانبی، می‌توان از منبع وابسته مرتبط با هر یک از ترانزیستورها استفاده کرد. در اینجا ترانزیستور اول انتخاب شده است.

#### نسبت بازگشت
مدار تعیین نسبت بازگشت در پنل بالای شکل ۷ نشان داده شده است. برچسب‌ها ، جریان‌ها را در شاخه‌های مختلف، همان‌طور که با استفاده از ترکیبی از قانون اهم و قوانین کیرشهف به‌دست آمده‌اند ، نشان می‌دهند. مقاومت R1 = RB // rπ1 و R3 = RC2 // RL. کی‌وی‌ال از زمین R1 به زمین R2 ، مقادیر زیر را ارائه می‌دهد:
{\displaystyle i_{\mathrm {B} }=-v_{\pi }{\frac {1+R_{2}/R_{1}+R_{\mathrm {f} }/R_{1}}{(\beta +1)R_{2}}}\ .}
کی‌وی‌ال ولتاژ کلکتور را در بالای RC به صورت زیر به‌دست می‌آورد:
{\displaystyle v_{\mathrm {C} }=v_{\pi }\left(1+{\frac {R_{\mathrm {f} }}{R_{1}}}\right)-i_{\mathrm {B} }r_{\pi 2}\ .}
در نهایت، KCL در این کلکتور به‌دست می‌آورد
{\displaystyle i_{\mathrm {T} }=i_{\mathrm {B} }-{\frac {v_{\mathrm {C} }}{R_{\mathrm {C} }}}\ .}
با جایگذاری معادله اول در معادله دوم و معادله دوم در معادله سوم، نسبت بازده به صورت زیر به‌دست می‌آید:
{\displaystyle T=-{\frac {i_{\mathrm {R} }}{i_{\mathrm {T} }}}=-g_{\mathrm {m} }{\frac {v_{\pi }}{i_{\mathrm {T} }}}}
{\displaystyle ={\frac {g_{\mathrm {m} }R_{\mathrm {C} }}{\left(1+{\frac {R_{\mathrm {f} }}{R_{1}}}\right)\left(1+{\frac {R_{\mathrm {C} }+r_{\pi 2}}{(\beta +1)R_{2}}}\right)+{\frac {R_{\mathrm {C} }+r_{\pi 2}}{(\beta +1)R_{1}}}}}\ .}

#### بهره G0با T = ۰
مدار تعیین G0 در پنل مرکزی شکل ۷ نشان داده شده است. در شکل ۷، متغیر خروجی، جریان خروجی β.iB (جریان بار اتصال‌کوتاه) است که منجر به بهره جریان اتصال‌کوتاه تقویت‌کننده، یعنی {\displaystyle \beta i_{B}/i_{S}} می‌شود:
{\displaystyle G_{0}={\frac {\beta i_{B}}{i_{S}}}\ .}
با استفاده از قانون اهم، ولتاژ در بالای R1 به صورت زیر به‌دست می‌آید:
{\displaystyle (i_{S}-i_{R})R_{1}=i_{R}R_{f}+v_{E}\ \ ,}
یا، با بازچینش جملات،
{\displaystyle i_{S}=i_{R}\left(1+{\frac {R_{f}}{R_{1}}}\right)+{\frac {v_{E}}{R_{1}}}\ .}
استفاده از KCL در بالای R2:
{\displaystyle i_{R}={\frac {v_{E}}{R_{2}}}+(\beta +1)i_{B}\ .}
ولتاژ امیتر vE از قبل بر حسب iB از نمودار شکل ۷ مشخص است. با جایگذاری معادله دوم در معادله اول، iB تنها بر حسب iS تعیین می‌شود و G0 به صورت زیر در می‌آید:
{\displaystyle G_{0}={\frac {\beta }{(\beta +1)\left(1+{\frac {R_{f}}{R_{1}}}\right)+(r_{\pi 2}+R_{C})\left[{\frac {1}{R_{1}}}+{\frac {1}{R_{2}}}\left(1+{\frac {R_{f}}{R_{1}}}\right)\right]}}}
بهره G0 نشان دهنده پیش‌خورد از طریق شبکه بازخورد است و معمولاً ناچیز است.

#### بهره∞G با ∞→T
مدار تعیین G ∞ در پنل پایین شکل ۷ نشان داده شده است. معرفی آپ امپ ایده‌آل (یک nullor) در این مدار به شرح زیر توضیح داده شده است. وقتی T → ∞ باشد، بهره تقویت‌کننده نیز به بی‌نهایت می‌رود و در چنین حالتی ولتاژ تفاضلی محرک تقویت‌کننده (ولتاژ دو سر ترانزیستور ورودی r π1) به صفر می‌رسد و (طبق قانون اهم وقتی ولتاژی وجود ندارد) هیچ جریان ورودی نمی‌کشد. از سوی دیگر، جریان و ولتاژ خروجی هر چه مدار بخواهد، هستند. این رفتار مانند یک nullor است، بنابراین می‌توان یک nullor را برای نمایش ترانزیستور با بهره بی‌نهایت معرفی کرد.
بهره جریان مستقیماً از روی طرح‌واره خوانده می‌شود:
{\displaystyle G_{\infty }={\frac {\beta i_{B}}{i_{S}}}=\left({\frac {\beta }{\beta +1}}\right)\left(1+{\frac {R_{f}}{R_{2}}}\right)\ .}

#### مقایسه با نظریه بازخورد کلاسیک
با استفاده از مدل کلاسیک، از پیش‌خورد صرف نظر می‌شود و ضریب بازخورد βFB برابر است با (با فرض ترانزیستور β >> ۱):
{\displaystyle \beta _{FB}={\frac {1}{G_{\infty }}}\approx {\frac {1}{(1+{\frac {R_{f}}{R_{2}}})}}={\frac {R_{2}}{(R_{f}+R_{2})}}\ ,}
و بهره حلقه باز A برابر است با:
{\displaystyle A=G_{\infty }T\approx {\frac {\left(1+{\frac {R_{f}}{R_{2}}}\right)g_{m}R_{C}}{\left(1+{\frac {R_{f}}{R_{1}}}\right)\left(1+{\frac {R_{C}+r_{\pi 2}}{(\beta +1)R_{2}}}\right)+{\frac {R_{C}+r_{\pi 2}}{(\beta +1)R_{1}}}}}\ .}

#### بهره کلی
عبارات فوق را می‌توان در معادله مدل بهره مجانبی جایگزین کرد تا بهره کلی G را پیدا کرد. بهره حاصل، بهره جریان تقویت‌کننده با بار اتصال‌کوتاه است.

##### بهره با استفاده از متغیرهای خروجی جایگزین
در تقویت‌کننده شکل ۶، R L و RC2 موازی هستند. برای به‌دست آوردن بهره مقاومت‌انتقالی، مثلاً Aρ، یعنی بهره با استفاده از ولتاژ به عنوان متغیر خروجی، بهره جریان اتصال‌کوتاه G مطابق با قانون اهم در RC2 // RL ضرب می‌شود:
{\displaystyle A_{\rho }=G\left(R_{\mathrm {C2} }//R_{\mathrm {L} }\right)\ .}
بهره ولتاژ مدار باز با تنظیم ∞→RL از Aρ به‌دست می‌آید.
برای به‌دست آوردن بهره جریان وقتی جریان بار iL در مقاومت بار RL، متغیر خروجی، مثلاً Ai، باشد، از فرمول تقسیم جریان استفاده می‌شود: iL = iout × RC2 / (RC2 + RL) و بهره جریان‌اتصال کوتاه G در این ضریب بارگذاری ضرب می‌شود:
{\displaystyle A_{i}=G\left({\frac {R_{C2}}{R_{C2}+R_{L}}}\right)\ .}
البته، بهره جریان اتصال‌کوتاه با تنظیم RL = ۰ Ω بازیابی می‌شود.

## برای مطالعهٔ بیشتر
- قضیه بلکمن
- قضیه عنصر اضافی
- فرمول بهره میسون
- تقویت‌کننده‌های با بازخورد
- نسبت بازگشت
- نمودار گذر سیگنال

## یادداشت
1. ↑  یعنی منبع ولتاژ اتصال کوتاه و منبع جریان مدار باز شده است
2. ↑  اصطلاح رایج در حل مسئله یعنی روش و چگونگی حل مسئله

## مراجع و یادداشت‌ها
1. ↑  Middlebrook, RD: Design-oriented analysis of feedback amplifiers; Proc. of National Electronics Conference, Vol. XX, Oct. 1964, pp. 1–4
2. ↑  Rosenstark, Sol (1986). Feedback amplifier principles. NY: Collier Macmillan. p. 15. ISBN 0-02-947810-3.
3. ↑  Palumbo, Gaetano & Salvatore Pennisi (2002). Feedback amplifiers: theory and design. Boston/Dordrecht/London: Kluwer Academic. pp. §3.3 pp. 69–72. ISBN 0-7923-7643-9.
4. ↑  Paul R. Gray, Hurst P J Lewis S H & Meyer RG (2001). Analysis and design of analog integrated circuits (Fourth ed.). New York: Wiley. Figure 8.42 p. 604. ISBN 0-471-32168-0.
5. ↑  Although changing RD // rO also could force the return ratio limits, these resistor values affect other aspects of the circuit as well. It is the control parameter of the dependent source that must be varied because it affects only the dependent source.
6. ↑  Because the input voltage vGS approaches zero as the return ratio gets larger, the amplifier input impedance also tends to zero, which means in turn (because of current division) that the amplifier works best if the input signal is a current. If a Norton source is used, rather than an ideal current source, the formal equations derived for T will be the same as for a Thévenin voltage source. Note that in the case of input current, G∞ is a transresistance gain.
7. ↑  Verhoeven CJ, van Staveren A, Monna GL, Kouwenhoven MH, Yildiz E (2003). Structured electronic design: negative-feedback amplifiers. Boston/Dordrecht/London: Kluwer Academic. pp. §2.3 – §2.5 pp. 34–40. ISBN 1-4020-7590-1.
8. ↑  P R Gray; P J Hurst; S H Lewis & R G Meyer (2001). Analysis and Design of Analog Integrated Circuits (Fourth ed.). New York: Wiley. pp. 586–587. ISBN 0-471-32168-0.
9. ↑  A. S. Sedra & K.C. Smith (2004). Microelectronic Circuits (Fifth ed.). New York: Oxford. Example 8.4, pp. 825–829 and PSpice simulation pp. 855–859. ISBN 0-19-514251-9.